# ألان شوغر
آلان شقر (بالإنجليزية: Alan Michael Sugar) (و. 1947 – م) هو رائد أعمال، وسياسي، وكاتب سير ذاتية، ورجل أعمال، وعالِم حاسب آلي من المملكة المتحدة. هو عضوٌ في حزب العمال.

## مناصب وهيئات
أدار بي بي سي.

## وصلات خارجية
- ألان شوغر على موقع IMDb (الإنجليزية)
- ألان شوغر على موقع قاعدة بيانات الفيلم (الإنجليزية)